# Soulèvement de Gwangju

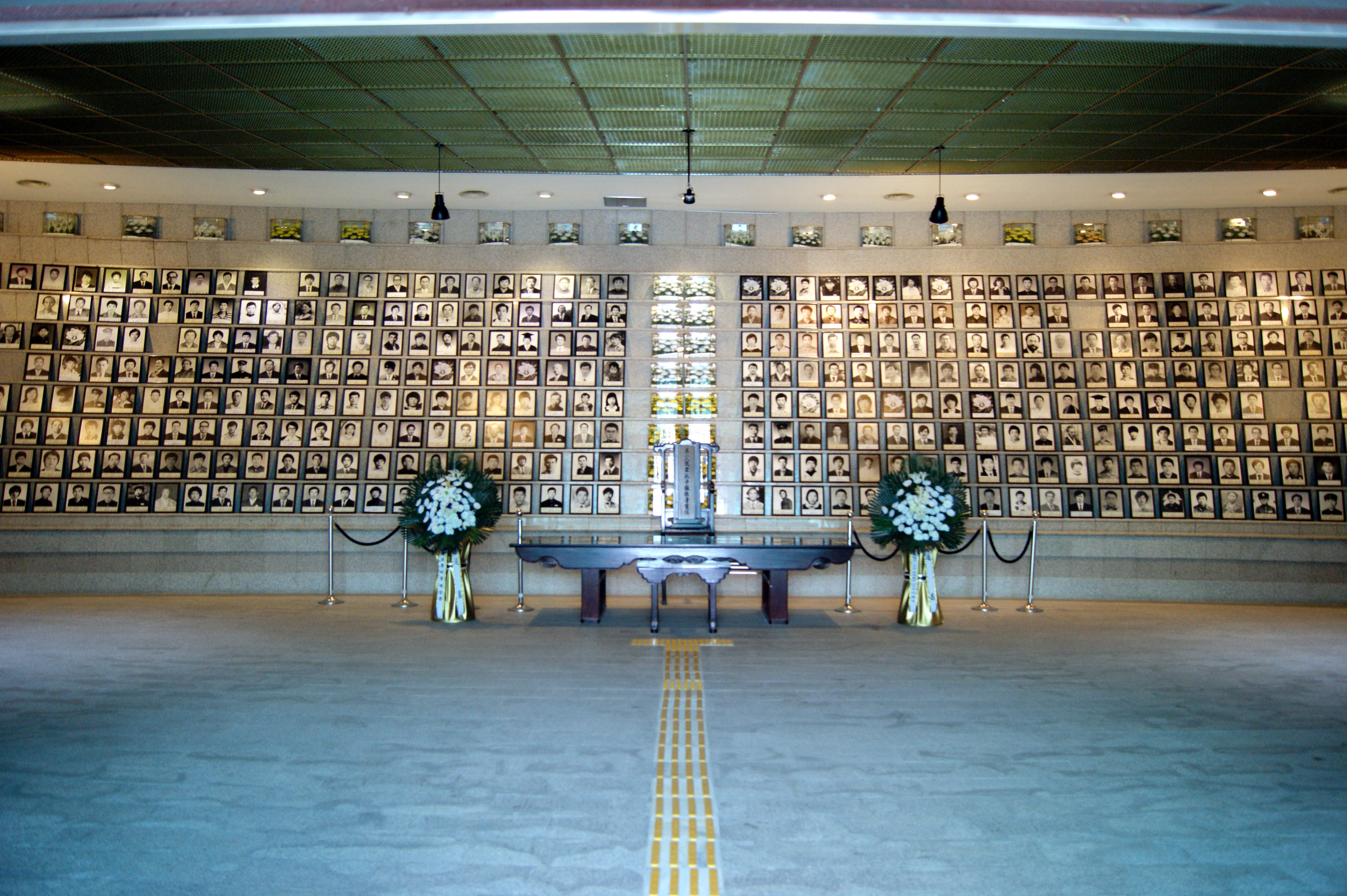
Salle commémorative du cimetière national du 18 mai à Gwangju, où les corps des victimes ont été enterrés.

Le mouvement pour la démocratisation de Gwangju ou soulèvement de Gwangju (hangeul : 광주 민주화 운동 ; hanja : 光州民主化運動) est un soulèvement populaire étudiant et syndical, prenant place dans le centre-ville de Gwangju en Corée du Sud, amorcé le 18 mai 1980 en réaction au coup d'État du 17 mai. Au cours de ce mouvement, les citoyens s’élevèrent contre la dictature de Chun Doo-hwan, mise en place après l'assassinat du président Park Chung-hee en 1979, et prirent le contrôle du centre-ville avant d'être sévèrement réprimés par l'armée qui reprit le contrôle des lieux le 27 mai. Gwangju était le fief du chef de l'opposition démocrate, Kim Dae-jung, qui fut condamné à mort après ces émeutes mais gracié par la suite.
Pendant le règne de Chun Doo-hwan, cet événement était présenté comme une révolte inspirée par des sympathisants communistes, mais une fois qu'un régime civil a été mis en place, il a été reconnu qu'il s'agissait d'un mouvement ayant pour but de défendre la démocratie contre la dictature militaire. En 1997, les anciens présidents Chun Doo-hwan et Roh Tae-woo furent jugés coupables, avec 17 autres accusés, pour leurs « liens avec le coup d'État du 12 décembre 1979, le soulèvement de Gwangju et des fonds secrets », pour être par la suite graciés. En 2002 furent créés un cimetière national et une journée commémorative (le 18 mai), pour « dédommager » les victimes et « restaurer leur honneur ».
Cet événement est généralement appelé « 5 1 8 » (« 오일팔 » (hanja : 五一八), prononcé « o il pal », c'est-à-dire « cinq un huit » en français) en coréen, en référence à la date du soulèvement (avec, dans l'ordre, le mois et le jour).

## Contexte
Le 26 octobre 1979, l'assassinat du président de la république de Corée, Park Chung-hee, qui était au pouvoir depuis dix-huit ans, entraîna la fin brutale de son régime autoritaire et l'instabilité politique dans le pays. Le nouveau président Choi Kyu-hah et son Cabinet avaient un contrôle très limité sur le pouvoir croissant du général Chun Doo-hwan, qui obtint le pouvoir par le Coup d'État du 12 décembre 1979.
Les mouvements de démocratisation existant dans le pays, supprimés pendant le règne de Park, s'éveillaient à nouveau. Au cours du premier semestre de 1980, les professeurs et les étudiants qui avaient été expulsés en raison de leurs activités pro-démocratiques retournèrent dans leurs universités respectives et des syndicats étudiants furent créés. Ceux-ci menèrent des manifestations au niveau national pour que soient entamées toute une série de réformes, notamment pour que la loi martiale (déclarée après l'assassinat de Park) soit levée, pour procéder à la démocratisation du pays, pour augmenter le salaire minimum et développer la liberté de la presse. Ces activités atteignirent leur apogée avec la manifestation contre la loi martiale qui eut lieu à Séoul le 15 mai 1980, à laquelle prirent part environ 100 000 étudiants et autres citoyens.
En réponse, le gouvernement prit plusieurs mesures répressives. Le 17 mai, le Cabinet étendit la loi martiale à l'ensemble du pays, y compris l'île de Jeju, qui y avait échappé jusqu'à ce jour. Cette mesure entraîna la fermeture d'universités, l'interdiction des activités politiques et accentua la censure de la presse. Afin d'appliquer la loi martiale, des militaires furent envoyés dans plusieurs régions. Le même jour, la police fit un raid dans une conférence nationale qui réunissait les dirigeants des syndicats étudiants de 55 universités, qui s'étaient réunis pour discuter de la stratégie à adopter à la suite de la manifestation du 15 mai. Vingt-six hommes politiques, dont Kim Dae-jung, originaire de la province du Jeolla du Sud, furent arrêtés, accusés d'organiser des manifestations.
Lors de son régime dictatorial, Park Chung-hee fit bénéficier sa région d'origine, la province du Gyeongsang, au sud-est du pays, de nombreuses faveurs économiques et politiques, aux dépens de la province du Jeolla, au sud-ouest. Cette dernière devint le berceau de l'opposition politique à la dictature, et souffrit par contrecoup de davantage de discrimination de la part du pouvoir central. Finalement, en mai 1980, la ville de Gwangju, capitale de la province du Jeolla du Sud, connut un soulèvement majeur contre le nouvel homme fort de l'armée, le général Chun Doo-hwan au pouvoir, qui répondit à ces manifestations par un bain de sang qui entraîna la mort de centaines de citoyens de la ville.

## Chronologie des événements

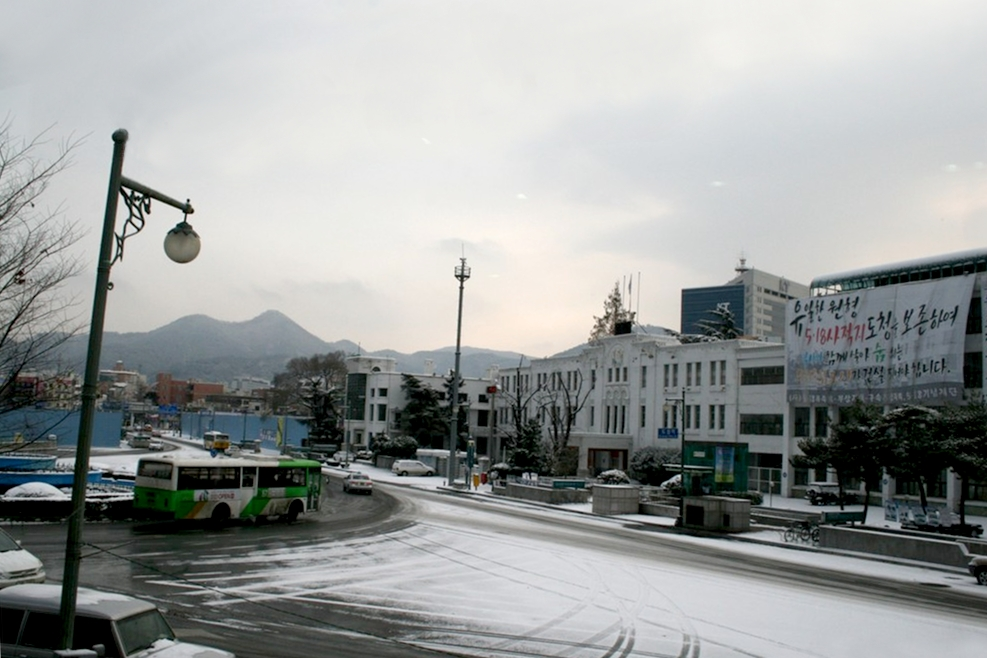
L'ancien bâtiment gouvernemental de la province de Jeolla du Sud, en 2009.

Le 17 mai 1980, l'extension à la province de Gwangju de l'état de siège, en vigueur à Séoul, se traduit par des arrestations d'hommes politiques dans ce bastion de l'opposition et la fermeture d'universités.
Le 18 mai 1980, au matin, des étudiants se rassemblèrent à la porte de l'université Jônnam, afin de contester sa fermeture. À 9 h 30, environ deux cents étudiants étaient déjà présents ; ils faisaient face à trente parachutistes. À environ 10 h, il y eut un affrontement entre les soldats et les étudiants : les soldats chargèrent les étudiants alors que ces derniers se défendaient en lançant des pierres. Le mouvement de protestation se déplaça ensuite en direction du centre-ville, vers la zone de Geumnamno (la rue menant au bureau de la province du Jeollanamdo). Le conflit s'étendit par la suite, depuis ce site, pour totaliser quelque 2 000 manifestants dans l'après-midi. Dans un premier temps, la police s'occupa de contrôler les manifestations de Geumnamno, mais à 16 h, les parachutistes prirent en charge ces opérations. L'arrivée de ces 686 soldats, des 33e et 35e escadrons de la 7e brigade, marqua le début d'une violente phase de répression, avec plusieurs morts.
Le 20 mai, l'hôtel de ville est pris par les manifestants. La station émettrice KBS est occupée par les manifestants. Alors que le soulèvement s'étend à d'autres villes de la région, le 21 mai, Gwangju est isolée, et le 22 mai, les assiégés commencent à s'armer. Une manifestation réunit 150 000 participants le 23 mai.
Le 27 mai, l'armée sud-coréenne entre dans la ville et déclenche une répression ayant causé officiellement deux cents morts, et jusqu'à plusieurs milliers selon les organisations de défense des droits de l'homme.

## Conséquences du soulèvement

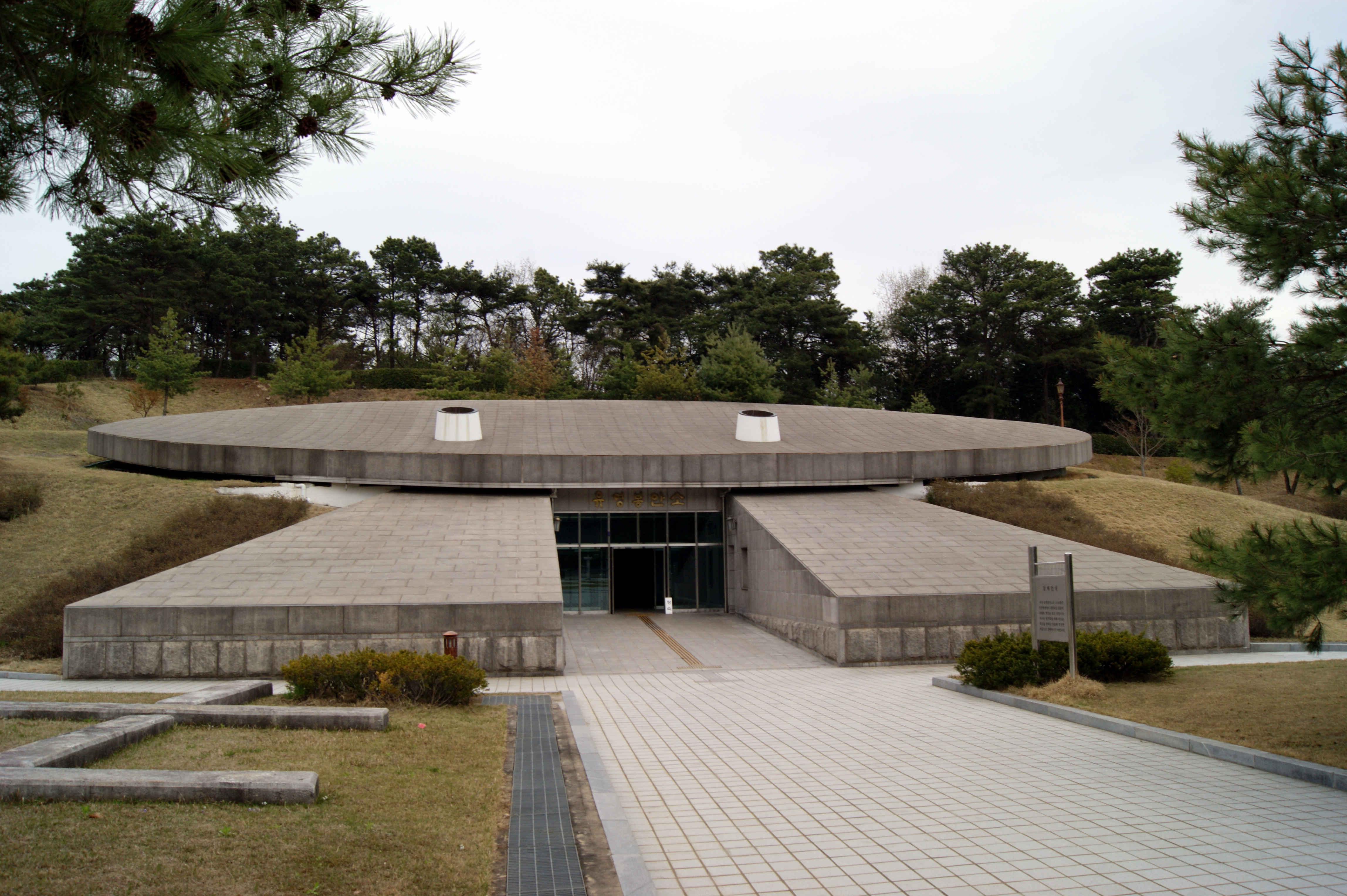
Entrée de la salle commémorative du cimetière national du 18 mai à Gwangju.

Les manifestations annuelles pour rappeler la répression militaire deviennent le point de ralliement des opposants. Sept ans plus tard, en 1987, les manifestations pour commémorer le soulèvement et protester contre les massacres alors commis par l'armée marquent le début du processus de démocratisation en Corée du Sud.
Par ailleurs, la déclaration du président Jimmy Carter au gouvernement sud-coréen, le 23 mai 1980, pour rétablir l'ordre est apparue comme un soutien des États-Unis au régime militaire alors en place, et a nourri les sentiments anti-américains en Corée du Sud.
C'est en 1988 que le gouvernement reconnaît le massacre de Gwangju et effectue les premières auditions en vue d'établir les responsabilités. En 1995, des poursuites sont entamées et huit hommes sont jugés et condamnés en 1997 ; toutefois, ils seront graciés par le président en personne. En 2002, le cimetière abritant les victimes du massacre est déclaré cimetière national.

## Soulèvement de Gwangju dans la culture coréenne
Le soulèvement de Gwangju a inspiré les œuvres suivantes :

### Pendant la révolution
- La chanson de mai (오월의 노래, owol-ui nolae), chant révolutionnaire interprété par les manifestants et reprenant la musique de la chanson de Michel Polnareff Qui a tué grand maman ?[7],[8]
- La chanson Marche pour les Bien-aimés im-eul wihan haengjingog (ko) (임을 위한 행진곡).

### Plus tard
- La nouvelle de la romancière Choe Yun, Là-bas, sans bruit, tombe un pétale, parue en Corée en 1988, est le récit de l'errance d'une jeune fille traumatisée après la mort de son frère, tué par la police durant les événements, et de sa mère.
- Les nouvelles de la romancière Gong Sun-ok du recueil When I Was Most Beautiful, s'inspire de son mari qui participa au soulèvement.
- Le cinéaste Jang Sun-woo s'est inspiré de la nouvelle de Choe Yun dans son film A Petal sorti en 1995.
- Le drama coréen Sandglass (hangeul : 모래시계; RR : Mo-rae-shi-gae) diffusé en 1995[9].
- En 2000, Hwang Sok-yong évoque le soulèvement dans le roman Le Vieux Jardin.
- En 2006, Im Sang-soo adapte le roman de Hwang Sok-yong dans le film Le Vieux Jardin.
- En 2007, May 18, film de Kim Ji-hun (ko)[10].
- En 2008, dans 슈퍼맨이었던 사나이 (Syupeoman ieotdeon sanai, titre anglais : A Man Who Was Superman) par le réalisateur Yoon-Chul Jeong, le protagoniste Lee Hyun-Suk, qui croit être Superman, est victime de crises d'épilepsie depuis le 27 mai 1980 où, pendant la répression, il a été blessé d'une balle qui lui est restée dans le cerveau sans le tuer[11].
- En 2010, le rappeur Suga (Yoongi) du groupe BTS compose et produit 518-062, rendant ainsi hommage aux soulèvements du 18 mai.
- En 2012, 26 years de Cho Geun-Hyeon est une fiction qui s'inspire des faits du soulèvement de Gwangju.
- En 2013, la version longue vidéo clip de la chanson That's my fault (슬픈약속) du groupe coréen SPEED (스피드) se déroule durant le soulèvement[12].
- En 2014, SeoTaiji compose, en collaboration avec IU, la chanson Sogyeokdong évoquant ses souvenirs et ses sentiments lors de ces événements.
- En 2016, paraît Celui qui revient, traduction française du roman de la Coréenne Han Kang qui, dans un style pur et éthéré, rend hommage aux martyrs de la démocratie coréenne, notamment pendant la répression de 1980 où les civils, la foule, la jeunesse deviennent des cibles. Elle reçoit le prix Nobel de littérature en 2024 pour ce livre.
- Le soulèvement de Gwangju est le contexte du film A Taxi Driver (2017) et de la série (drama coréen) « Youth of May » (2021)